# Station Bukowo
Station Bukowo is een spoorwegstation in de Poolse plaats Bukowo.